# Tommy Burns (bokser)
Tommy Burns, Noah Brusso, pseudonim „The Little Giant of Hanover” (ur. 17 czerwca 1881 w Chesley, zm. 10 maja 1955 w Vancouver) – kanadyjski zawodowy pięściarz, mistrz świata wagi ciężkiej.

## Życiorys
Pochodził z wielodzietnej rodziny. Karierę na zawodowym ringu rozpoczął w Detroit, dokąd przeniosła się jego rodzina. Mistrzowski tytuł zdobył decyzją sędziowską 23 lutego 1906 w dwudziestorundowym pojedynku z Marvinem Hartem, który odbył się w Los Angeles. Tytuł zawodowego mistrza świata wagi ciężkiej dzierżył do 1908 roku, pokonując w obronie pasa ośmiu przeciwników w jedenastu pojedynkach.
W grudniu 1908 jako pierwszy pięściarz zgodził się na pojedynek o mistrzostwo wagi ciężkiej z czarnoskórym Jackiem Johnsonem.
W latach 1910–1911 był mistrzem Imperium Brytyjskiego.
Wygrał czterdzieści siedem walk (w tym trzydzieści dziewięć przez KO), jedną przegrał i cztery zremisował. Według statystyk Box Rec jego bilans przedstawia się następująco: wygranych 43 (34 KO), przegranych 5 (1 przez KO) i 9 remisów, łącznie w 59 walkach przewalczył 491 rund.
Zmarł na atak serca w wieku 73 lat.
W 1996 roku został wprowadzony do Międzynarodowej Galerii Sław Boksu.